# Гуанджоу Евъргранд
Гуанджоу Евъргранд Таобао (на китайски: 广州恒大淘宝) е китайски футболен клуб от едноименния град. Играе домакинските си мачове на стадион Тяхнхъ с капацитет от 58 000 места. Клубът е собственост на Евъргранд Риъл Естейт груп, благодарение на чието финансиране в последните години в тима играят футболисти като Джаксън Мартинес, Паулиньо, Лукас Бариос и Рикардо Гуларт. Гуанджоу е шесткратен шампион на Китай, носител на купата на страната и единственият отбор от народната република, печелил Азиатската шампионска лига два пъти.
Гуанджоу Евъргранд е най-скъпият клуб в Китай, като стойността му се оценява на 282 млн. долара.

## История
Клубът е основан през 1954 г. под името Гуанджоу ФК. Тимът участва в новосформирания шампионат на Китай, но още в дебютния си сезон изпада. През 1958 г. печели Втора дивизия, но по това време в шампионата няма промоции и изпадания и Гуанджоу остава във втория ешелон до 1961 г. През 1966 г. Културната революция забранява футбола в Китай и всички тимове са разформировани.
През 1977 г. футболните първенства за възстановени и Гуанджоу основава юношески тим, който участва в Националната юношеска лига до 1980 г. В началото на 80-те годиние създадена Трета дивизия, в която Гуанджоу се включва. През годините футболисти като Май Чао, Жао Даю и У Цинли стават част от китайския национален отбор. През 1981 г. Гуанджоу печели промоция в Националната лига, но не успява да се задържи за повече от сезон. През 1984 г. тимът се завръща в лигата и става първия отбор в страната със спонсор. Местната фармацевтична компания отпуска по 200 000 долара годишно на отбора.
На 8 януари 1993 г. компанията Аполо купува тима и му осигурява професионален лиценз под името Гуанджоу Аполо. През 1994 г. тимът за първи път става вицешампион в А-лигата, а нападателят Ху Жиюн става голмайстор на лигата със 17 гола. Гуанджоу играе в А-лигата до 1998 г., когато изпада. Следващите 10 сезона тимът играе във втория ешелон на китайския футбол. През 2007 г. Гуанджоу печели Първа лига и се класира за Суперлигата, но през 2009 г. отново изпада.
През 2010 г. клубът е закупен от Евъргранд Риъл Естейт, а тимът се преименува на Гуанджоу Евъргранд. В тима са привлечени футболисти като националие Гао Лин, Сун Сянг и Чжен Чжи, както и бразилецът Мурики. „Тигрите“ печелят без проблем Първа лига и от 2011 г. отново са в Суперлигата. В началото на 2011 г. селекцията е подсилена с Дарио Конка и Клео. Евъргранд става шампион 4 кръга преди края.
През лятото на 2012 г. треньор на тима става Марчело Липи. Гуанджоу защивата титлата си, печели купата на страната и играе 1/4-финал в Азиатската шампионска лига. През 2013 г. Евъргранд печели Шампионската лига на Азия, като побеждава на финала ФК Сеул с гол на чужд терен. Първият мач в Сеул завършва 2:2, а реваншът – при резултат 1:1. В края на годината Гуанджоу за първи път участва в Световното клубно първенство, където завършва 4-ти.
През 2015 г. Гуанджоу печели отново Шампионската лига и за втори път завършва 4-ти на Световното клубно първенство. За кратко в тима играе бившият бразилски национал Робиньо, а негови съотборници са италианците Алберто Джилардино и Алесандро Диаманти. От юни 2015 г. треньор на Гуанджоу е Луиш Фелипе Сколари. В края на сезона Сколари е избран за треньор на годината в Китай.

## Успехи
- Шампион на Китай – 2011, 2012, 2013, 2014, 2015, 2016, 2017, 2019
- Китайска Първа лига – 1956, 1958, 1981, 2007, 2010
- Купа на Китай – 2012
- Суперкупа на Китай – 2012, 2016
- Шампионска лига на Азия – 2013, 2015

## Известни футболисти
- Ху Жиюн
- Николай Риндюк
- Гао Лин
- Чжен Чжи
- Мурики
- Дарио Конка
- / Клео
- Лукас Бариос
- Елкесон
- Робиньо
- Алберто Джилардино
- Алесандро Диаманти
- Паулиньо
- Джаксън Мартинес